# Нагрудний знак «За оборону Донецького аеропорту»
Нагрудний знак «За оборону Донецького аеропорту» — недержавна загальноукраїнська відзнака з особливим статусом, започаткована з метою вшанування захисників Донецького аеропорту Всеукраїнською спілкою учасників бойових дій «Побратими України».

## Історія нагороди
Відзнака розроблена 1 липня 2015 року полковником Засенком В'ячеславом Миколайовичем.[джерело?] Нагородження здійснюється з 1 грудня 2015 року під егідою спілки учасників бойових дій в АТО Закарпатської області «Побратими України».

## Умови нагородження
Нагрудним знаком нагороджуються військовослужбовці Збройних Сил України, інших силових структур України, добровольці добровольчих батальйонів (громадяни України, іноземці та особи без громадянства), які зі зброєю в руках брали безпосередню участь в обороні Донецького аеропорту в період з 26 травня 2014 року по 21 січня 2015 року.

## Девіз
|  | VITA SINE LIBERTATE NIHIL (Життя без волі ніщо) |

## Опис відзнаки
Розмір знака — 50×50 мм.

Стрічка Нагрудного знаку «За оборону Донецького аеропорту»

Має форму хреста на тлі восьмиконечної зірки. У центральній частині знака розміщено зображення зруйнованого Донецького аеропорту, прапори Повітряних сил, сухопутних військ, військово-морських сил, а по колу, на білому тлі, напис «ЗА ОБОРОНУ ДОНЕЦЬКОГО АЕРОПОРТУ».
На зворотній стороні медалі, на реверсі, зображено напис «VITA SINE LIBERTATE — NIHIL», що в перекладі з латині означає «ЖИТТЯ БЕЗ ВОЛІ — НІЩО». Також на реверсі, в нижній частині знака, розміщено посадкове місце під порядковий номер.
Виготовляється методом холодного листового штампування і високоточного вакуумного лиття.
Колодка нагрудного знаку прикрашена шовковою малиновою стрічкою, з правого боку якої жовта і блакитна смужки шириною по 2 мм кожна, а зліва чорна і синя смужки шириною по 2 мм кожна. Нижче колодки підвіска з дубового листя срібного кольору.

## Процес нагородження

### Подання
Подання для нагородження встановленої форми подаються на ім'я голови спілки учасників бойових дій в АТО Закарпатської області «Побратими України» для розгляду нагородною комісією, яка складається з представників частин, які захищали Донецький аеропорт.
Після розгляду і затвердження списків видається наказ про нагородження Голови спілки учасників бойових дій в АТО Закарпатської області «Побратими України».

### Право нагороджувати
Проводити церемонію на підставі наказу Голови спілки нагородження можуть:
- керівники областей, районів, міст та сіл України;
- голови територіальних громад;
- голови громадських організацій та спілок;
- керівники міністерств, відомств та силових структур України;
- командири військових частин;
- начальники/командири правоохоронних та спеціальних підрозділів;
- керівники підприємств державної та приватної форм власності,
- керівники інших підприємств, установ та організацій.

## Послідовність розміщення
Нагрудний знак носиться на правому боці грудей після Державних нагород України, Державних нагород інших країн та відомчих заохочувальних відзнак України.

## Нагородження нагрудним знаком
| #    | Дата       | Місце         | Нагороджені |
| ---- | ---------- | ------------- | --- |
| 2015 |            |               | |
| 1    | 30 липня   | Васильків     | Військовослужбовці Збройних Сил України отримали нагороди «За оборону Донецького аеропорту». Серед нагороджених були воїни 79 окремої аеромобільної бригади, 93 окремої мобільної бригади, 81 окремої десантної штурмової бригади, 5 окремого батальйону автомобільної техніки зведеного загону та військових частин Повітряних Сил.                                                                     |
| 2016 |            |               | |
| 2    | 20 січня   | Вінниця       | 88 воїнів-«кіборгів» відзначили державними нагородами «За оборону Донецького аеропорту». Серед нагороджених — кіборг Анатолій Глемейда. 15 військовиків нагороджено посмертно. Зокрема, були нагороджені Красножон Ігор Олександрович, Лісовий Борис Іванович та Печак Олександр Васильович. Відзначили також волонтерів, вони отримали медалі «Сильному духом».                                         |
| 3    | 19 березня | Біла Церква   | Перших оборонців донецького летовища, вояків білоцерківської 72-ї механізованої бригади, волонтери узялися нагороджувати своїми медалями. Серед нагороджених: Андрій Шаповал, Тимофій Рудяк, Артем Книжник, Руслан Солодкий, Віталій Мурашко, а також Дмитро Григоренко (посмертно). |
| 4    | 20 березня | Київ          | Почесні медалі «За оборону Донецького аеропорту» у Києві отримали відразу понад сто кіборгів. Відзнака особлива тим, що профінансували її виготовлення волонтери. Нагородити прагнуть абсолютно всіх, хто брав участь в обороні летовища. Це бійці добровольчих формувань і підрозділів Збройних сил України. Також відзнаки отримали двадцять добровольців Української Добровольчої Армії (раніше ДУК). |
| 5    | 28 березня | Миколаїв      | Депутат Миколаївської міської ради від БПП «Солідарність», військовослужбовець 299-ї бригади тактичної авіації Сергій Танасов був нагороджений нагрудним знаком — «За оборону Донецького аеропорту». |
| 6    | 21 липня   | Кропивницький | У військовій частині третього полку спецпризначення відбулося нагородження військових, які тримали оборону Донецького аеропорту. Було нагороджено 39 військових, ще 12 бійців отримають нагороди згодом, такі ж нагороди підготували посмертно. |
| 7    | 2 серпня   | Миколаїв      | У Миколаївській обласній державній адміністрації відбулась зустріч голови Миколаївської обласної ради Вікторії Москаленко та виконуючого обов'язки голови Миколаївської обласної державної адміністрації В'ячеслава Боня із захисниками Донецького аеропорту з нагоди святкування Дня повітряно-десантних військ України. Під час зустрічі хлопцям вручили нагороди «За оборону Донецького аеропорту».   |

## Нагороджені

### Військові
1. Іван Бенера (посмертно) — старший лейтенант Збройних сил України, 204-а бригада тактичної авіації.
2. Олександр Боднарюк — молодший сержант (80-та окрема аеромобільна бригада).
3. Ігор Брановицький (посмертно) — військовий, 90 окремий аеромобільний десантний батальйон 81-ї десантно-штурмової бригади ЗСУ України.
4. Володимир Бузенко — стрілець 122-го окремого аеромобільного батальйону 81-ї десантно-штурмової бригади Збройних сил України[12].
5. Леонід Гуменний — боєць 93-ї механізованої бригади № 93 (м. Вінниця)
6. Олександр Доцяк — боєць Добровольчого українського корпусу «Правий сектор» з Івано-Франківської області (11 листопада 2015 р.)[13].
7. Едуард Пінчук — снайпер-розвідник 79-ї окремої аеромобільної бригади (2014—2015 рр.), депутат Сумської обласної ради (з 2015 р.)[14].
8. Ігор Склеповий — боєць роти добровольців-десантників 90-го Окремого десантно-штурмового батальйону (17 березня 2016 р.)[15].
9. Роман Смішний — заступник командира роти окремого десантно-штурмового батальйону 81-ї аеромобільної бригади (м. Вінниця)[16].
10. Сергій Танасов — молодший лейтенант 299-ї бригади тактичної авіації ЗСУ України.
11. Сергій Лихачев(посмертно) — солдат Донецького ЗВ ВСП ЗС України.
12. Марінченко Олег

## Відмовавід нагороди
Бійці ДУК «Правий сектор» (позивні — Гуцул, Аякс та Гаррі) повернули нагороду після того, як цю нагороду вручили екс-керівнику прикарпатського «Правого сектора», зятю Дмитра Яроша Василю Абраміву. Повернули нагороду екс-бійці 122-го ОАМДБ (Грін, Михальчук, Окс). Причина — ганебний вчинок голови ГО «Побратими України» Миньо М., від імені якого були вручені ці нагороди.

## Петиція щодо державного статусу нагороди
18 вересня 2015 року на сайті Електронні петиції Офіційне інтернет-представництво Президента України за № 22/008721-еп була зареєстрована петиція Заснувати державну нагороду — медаль «За оборону Донецького аеропорту». Ініціатор — Сірковенко Олесь. Однак петиція набрала лише 184 голосів із 25000 необхідних, тому не була навіть розглянута.